# Ernst Moritz Roth

Ernst-Moritz Roth 1931

Ernst-Moritz Roth (* 31. Januar 1902 in Köln; † 12. März 1945 in Dreisel) war ein katholischer Priester. Er gehörte dem Widerstand gegen den Nationalsozialismus an.

## Biografie
Ernst Moritz Roth wurde als fünftes von sieben Kindern des Kirchen- und Dekorationsmalers Wilhelm Roth (1870–1948) und dessen Ehefrau Margarethe geb. Kruth (1866–1932) geboren. Er wuchs im Belgischen Viertel in Köln in einer streng katholischen Umgebung auf. Seine  Brüder waren unter anderem Joseph, später Märtyrer (1896–1945), Albert (1897–1914), Wilhelm (1898–1952) und Karl-Gustav (1905–1987). Wie auch Karl ging Ernst auf das St.-Josef-Kolleg in Vechta. Sein älterer Bruder Albert sollte den väterlichen Betrieb Roth & van der Kaaij übernehmen, doch als er im Krieg gefallen war, beschloss der Vater, dass Ernst den Beruf des Malers ergreifen und Alberts Platz in der Firma einnehmen sollte, und so begann er im väterlichen Betrieb mit der Ausbildung zum Maler. Parallel zu seiner Lehrzeit, die er mit der Gesellenprüfung am 1. April 1921 abschloss, besuchte er von 1919 bis 1921 die Kunstgewerbeschule Köln. Dort hatte er unter anderem bei dem Professor und Maler Robert Seuffert (1874–1946) Unterricht. In derselben Zeit stand er in Düsseldorf durch Pater Eduard Heinrich Knackfuss in engem Kontakt mit dem Künstler Walter Ophey und dessen Familie. Um sich künstlerisch weiterzubilden und wie der Vater ein Kirchen- und Dekorationsmaler zu werden, verbrachte er 1921 seine Gesellenzeit in Nürnberg an der Kunstgewerbeschule. Dort jedoch entschied er sich – gegen den Willen des Vaters – dafür, wie seine Brüder Willi und Karl, Priester zu werden. Er studierte von 1922 bis 1928 an der Rheinischen Friedrich-Wilhelms-Universität Bonn Theologie, unter anderem bei Professor Arnold Rademacher. Von 1928 bis 1929 war er Alumne des Priesterseminars des Erzbistums Köln in Bensberg. Parallel dazu besuchte er in Bonn das Zeichenstudium bei dem Bildhauer Karl Menser. Am 6. August 1929 wurde er im Kölner Dom durch Erzbischof Karl Joseph Schulte zum Priester geweiht.
Seine ersten Vikarstellen waren St. Barbara in Mülheim-Dümpten (1929–1930), St. Antonius in Düsseldorf-Oberkassel (1930–1931), St. Antonius in Essen-Frohnhausen (1931–1932) und St. Laurentius in Dattenfeld an der Sieg (1932–1935). Seine Zeit in Dattenfeld war überschattet von seiner aktiven Gegnerschaft gegen die Nationalsozialisten. Die Folge waren der Entzug seiner Unterrichtserlaubnis und die Versetzung durch seine Kirchenvorgesetzten. Da er erst einmal keine Stelle bekam, studierte er wieder weiter an der Friedrich-Wilhelms-Universität Bonn als eingeschriebener Student in den Semestern 1935 bis 1937 die Fächer Theologie, Katechetik, Heilsgeschichte, Religionsphilosophie, Christologie und Einführung in die Kunstbetrachtung. Einer seiner Professoren war Paul Clemen.  In der Zeit zwischen 1935 und 1936 half er aktiv dem jüdischen Arzt Kurt-Georg Leichtentritt. Erst versuchte er ihn durch Taufe zu retten (Roths Vater wurde Taufpate), dann halfen Roth und seine Familie, dass Leichtentritt und seine Frau 1939 nach Amerika auswandern konnten. Nach seinen Studien bekam er in Bonn die Stelle als Hausgeistlicher im Elisabeth-Krankenhaus (1936–1937).
Drei Jahre lang war es Roth wegen seelischer und körperlicher Krankheit nicht möglich zu predigen. Auch wurde ihm seitens seiner Vorgesetzten untersagt und verboten, weiterhin mit seinen Freunden in Dattenfeld und Umgebung in Kontakt zu bleiben.:

„Nicht predigen zu können oder in der Zeit der Verfolgung und Verkennung nicht predigen zu dürfen, machte ihn ohnmächtig. Durch Gewalt, Verbot und Intrige verwehrte man ihm oft den Weg zu den Menschen, die ihm anvertraut waren.“

Von 1940 bis 1945 war er Kaplan in Schwarzrheindorf. Trotz Verbotes hielt er heimlich Kontakt zu seinen Freunden Rudolf Geimer und Willi Weber in Dattenfeld. Als seinem älteren Bruder Joseph Ende 1944 nach dessen Entlassung aus der Haft aus dem KZ Buchenwald weitere Schikanen drohten, schaffte er es, diesen in der Nähe von Dattenfeld bei der sehr gut befreundeten Familie Wachter unterzubringen, die ihn für einige Wochen auf ihrem Gut Wilhelmshöhe versteckte. Als ihm selber nach dem Tode seines Bruders Joseph die Verhaftung durch die Gestapo drohte, floh er und versteckte sich bei der Familie seines Freundes Weber in Dreisel. Am 12. März 1945 kam er dort bei einem Bombenangriff ums Leben.
Seine charismatische Kraft als Priester und Prediger war so groß und überzeugend, dass sich drei seiner besten Freunde (Rudi Geimer, Willi Weber und Josef Görgen) ebenfalls zum Priestertum berufen fühlten. Görgen fiel noch gegen Ende des Krieges als Frontsoldat, doch Geimer und Weber wurden nach dem Krieg als sogenannte Spätberufene zu Priestern geweiht. Sie schrieben 1978 in der ersten Buchveröffentlichung zu Roth dazu.

„Ernst Moritz Roth, der am 12. März 1945 bei einem Fliegerangriff starb, war ein Priester mit heiligem Eifer für Kirche und Menschen. Sich seiner Sendung und Berufung stets bewußt, verzehrte er sich in der Verkündigung der Frohen Botschaft, die er in Wort und Bild unverfälscht den Gläubigen darzulegen verstand. Ihm verdanken wir nächst Gott, dass wir als Spätberufene auch Priester geworden sind. Vorliegendes Büchlein gewährt einen kleinen Einblick in die Seele unseres Freundes, in sein künstlerisches und priesterliches Wirken. Möge der Leser ein wenig davon in seinem Herzen bewahren.“

Vor und während seiner Zeit als Priester war er auch künstlerisch tätig. Seine expressionistischen Werke umfassen Gedichte und Bilder.

## Ehrungen
- Am 14. Juni 2010 wurde die Grundschule Dattenfeld in Ernst-Moritz-Roth-Schule umbenannt.[8]
- Am 29. März 2012 Verlegung zweier Stolpersteine durch den Künstler Gunter Demnig. Der erste Stein am Sterbehaus in Dreisel und der zweite Stein am Fuße der Kirchentreppe in Dattenfeld.[10]